# Josephine Starrs
Josephine Starrs, née en 1955 à Adélaïde, est une artiste australienne qui crée un art socialement engagé axé sur les relations humaines avec les nouvelles technologies, la nature et le changement climatique. Son travail sur la vidéo et les nouveaux médias a été exposé en Australie ainsi que dans des expositions d'art internationales. Elle a été maître de conférences en arts médiatiques au Sydney College of the Arts de l' Université de Sydney jusqu'en 2016.

## Éducation
Josephine Starrs a grandi à Adélaïde, en Australie-Méridionale et a fait ses études à la South Australian School of Arts . Elle a travaillé dans plusieurs genres médiatiques tels que la photographie, l'animation, la vidéo et les nouveaux médias. Elle est membre fondatrice du groupe cyberféministe VNS Matrix.

## Collaboration avec Léon Cmielewski
Josephine Starrs collabore avec l'artiste Leon Cmielewski depuis 1994 quand ils vivaient ensemble à New York. Leur travail collaboratif se concentre sur l'intégration de l'interactivité et du jeu tout en abordant les problèmes sociaux contemporains. Leurs œuvres sont apparues sous différentes formes telles que des kiosques, des jeux, des jeux de cartes, des danses, des films et des installations cartographiques.

## Œuvres
Les œuvres ci-dessous sont en collaboration avec Leon Cmielewski, sauf indication contraire.
- User Unfriendly Interface (1996), présenté pour la première fois au Performance Space de Sydney[5].
- Fuzzy Love Dating Database (1997), première exposition au Künstlerhaus Bethanien à Berlin[6].
- Cuisine de rêve (2000) [5]
- Trace (2002), commandé et exposé par le State Records Centre, Sydney[5].
- Territoires flottants (2004), qui se sont déroulés sous la forme de cartes magnétiques comme cartes d'embarquement pour un ferry qui voyageait entre Helsinki, Finlande, Stockholm, Suède et Tallinn, Estonie . Les voyageurs se sont vu attribuer des allégeances tribales qui avaient chacune des objectifs différents dans le jeu en fonction des emplacements sur le ferry[5].
- Seeker (2006), qui était un jeu basé sur une carte qui permettait aux téléspectateurs de suivre l'historique de leur migration familiale et d'afficher des statistiques sur les ressources naturelles, les flux migratoires, la population humaine et l'économie dans un format visuel[7]. Seeker a remporté un prix de distinction au festival Ars Electronica à Linz, en Autriche, en 2007.
- sms_origins (2009), affiché à Federation Square à Melbourne, Australie. sms_origins était une adaptation de Seeker pour les téléphones mobiles[1].
- Downstream (2009), exposé par Novamedia à l'exposition "Impact by Degrees" à Washington, DC[8]. Ce travail comprenait un grand travail d'impression intitulé And The River Was Dust, basé sur le texte du poème South of my Days du poète australien Judith Wright[1].
- Incompatible Elements (2010), exposé à Performance Space Carriageworks, Sydney[9].
- Dancing with Drones (2015), en collaboration avec la danseuse Alison Plevey sous la forme d'un film d'une compétition de danse entre un danseur humain et un drone télécommandé[10]
- et la terre a soupiré (2016), présenté dans la documentation vidéo de Performing Climates, Arts House, Melbourne[11],[12].